# 쿠르퓌르스텐슈트라세역
쿠르퓌르스텐슈트라세역(U-Bahnhof Kurfürstenstraße)은 베를린 미테구 티어가르텐과 템펠호프쇠네베르크구 쇠네베르크 경계선에 있는 U1의 역이다.
1926년 10월 24일 당시의 비텐베르크플라츠-글라이스드라이에크 구간 교통량을 분산하기 위한 쿠르퓌르스텐슈트라세 경유 우회 노선이 개통하면서 개업했다. 대합실 양쪽 끝으로 출입구가 건설되어 있으며, 포츠다머 슈트라세의 지하 보도로도 기능한다. 건설 당시에는 역사 외벽을 회색-보라색으로 장식했으며, 1980년대 보수 공사 당시 파스텔톤 타일로 교체되었다. 2020년 12월 16일에 엘리베이터가 설치되었고, 역사 바닥을 개보수하면서 점자 블록이 설치되었다. 총 예산은 약 170만 유로이다.

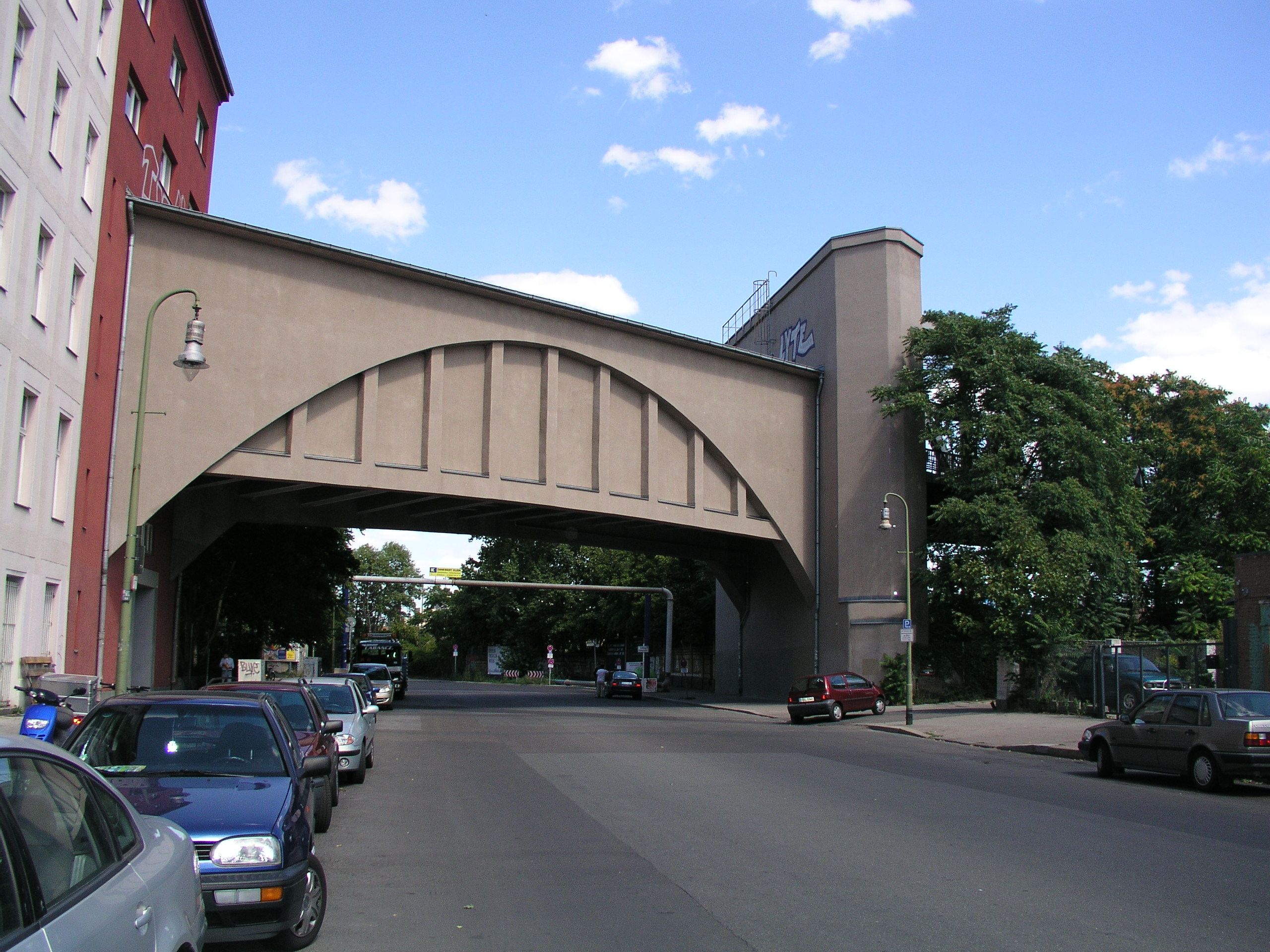
지하에서 지상으로 올라오는 구간에 있는 폐쇄형 철교

역 동쪽에서 지상으로 올라가는 고가 선로는 주택 건물을 통과하여 상부가 폐쇄된 철교를 지난다. 그 후 과거 포츠담 화물역 부지를 지나서 글라이스드라이에크역과 연결된다. 다음 역인 글라이스드라이에크역과의 고도 차이는 약 19 m이다.

## 인접 철도역
베를린 버스 M48, M85번과 환승 가능하다. 남쪽으로 230 m 떨어진 곳에 뷜로슈트라세역이 있으며, 지상 구간 폐쇄 시 대체 교통편으로도 안내된다.
| 베를린 지하철 1호선                  | 베를린 지하철 1호선 | 베를린 지하철 1호선                         |
| ------------------------------------ | ------------------- | ------------------------------------------- |
| 놀렌도르프플라츠 울란트슈트라세 방면 | U1                  | 글라이스드라이에크 바르샤우어 슈트라세 방면 |
| 베를린 지하철 3호선                  |                     |                                             |
| 놀렌도르프플라츠 크루메 랑케 방면    | U3                  | 글라이스드라이에크 바르샤우어 슈트라세 방면 |